# Kugler (Familienname)
Kugler ist ein deutscher Familienname.

## Namensträger
- Andreas Kugler (* 1967), deutscher Politiker (SPD)
- Anita Kugler (* 1945), deutsche Historikerin, Journalistin und Schriftstellerin
- Anton Kugler (genannt Toni Kugler; 1898–1962), deutscher Fußballspieler und -trainer
- August Kugler (1824–1892), deutscher Unternehmer und Politiker
- Bernhard von Kugler (1837–1898), deutscher Historiker
- Bernhard Kugler (Musiker) (* 1961), deutscher Kirchenmusiker, Dirigent und Herausgeber
- David Kugler († 1607), deutscher Politiker, Bürgermeister von Heilbronn
- Emil Kugler (1868–1941), österreichischer Mediziner und Schriftsteller
- Eustachius Kugler (1867–1946), deutscher Ordensgeistlicher
- Frank Kugler (1879–1952), deutsch-amerikanischer Gewichtheber und Ringer
- Franz Kugler (Historiker) (Franz Theodor Kugler; 1808–1858), deutscher Kunsthistoriker und Dichter
- Franz Kugler (Journalist) (um 1827–1878), deutscher Journalist
- Franz Xaver Kugler (1862–1929), deutscher Astronom und Assyriologe
- Friedrich Kugler (1810–1881), deutscher Richter und Politiker
- Friedrich Wilhelm Kugler, deutscher Bildhauer
- Georg Kugler (Theologe) (1930–2019), deutscher lutherischer Theologe
- Georg Kugler (Kunsthistoriker) (1935–2024), österreichischer Kunsthistoriker
- Gerhard Kugler (1935–2009), deutscher Luftrettungsfunkltionär
- Gudrun Kugler (* 1976), österreichische Politikerin (ÖVP)
- Gregorius Kugler (um 1505–1575), deutscher Stadtschreiber und Syndikus
- Hans Kugler (Volkssänger) († nach 1474), Volkssänger
- Hans Kugler (Maler) (1840–1873), deutscher Maler
- Hans Kugler (Geologe) (1893–1986), Schweizer Geologe
- Hans Kugler (Kriegsverbrecher) (1900–1968), deutscher Wirtschaftsfunktionär und verurteilter Kriegsverbrecher
- Hans Kugler (Botaniker) (1903–1985), deutscher Botaniker
- Hans Kugler (Geograph) (* 1935), deutscher Geograph und Sachbuchautor
- Harald Kugler (* 1925), deutscher Domkapellmeister und Komponist
- Hartmut Kugler (* 1944), deutscher Philologe und Hochschullehrer
- Heike Kugler (* 1962), deutsche Politikerin (Die Linke)
- Heiner Kugler (* 1911), deutscher Fußballspieler
- Hermann Josef Kugler (* 1966), deutscher Ordensgeistlicher, Abt von Windberg und Roggenburg
- Irene Kugler (* 1954), deutsche Schauspielerin
- Jacek Kugler (* 1942), US-amerikanischer Politikwissenschaftler
- Jens Kugler (* 1961), deutscher Geologe, Fotograf und Autor
- Jerg Kugler (um 1484–nach 1543), deutscher Maler
- Joachim Kugler (* 1947), deutscher Dreispringer
- Johann Kugler (Theologe) (auch Johannes Kugler; 1654–1721), deutscher Jesuit, Theologe und Hochschullehrer
- Johann Kugler (Politiker), deutscher Apotheker und Politiker, MdL Posen
- Johann Kugler (Mediziner) (1923–2014), österreichisch-deutscher Neurologe, Psychiater und Hochschullehrer
- Johann Kugler (Orientierungsläufer), österreichischer Ski-Orientierungsläufer
- Johannes Kugler (1840–1873), deutscher Maler, siehe Hans Kugler (Maler)
- Johannes Kugler (Politiker) (1884–1976), deutscher Politiker (WBWB), MdL Württemberg
- Josef Kugler (1867–1946), deutscher Ordensbruder, siehe Eustachius Kugler
- Josef Kugler (Pfarrer) (1871–1940), österreichischer Pfarrer und Heimatforscher
- Josef Kugler (Musiker) (1896–1958), deutscher Organist und Chorleiter
- Josef Kugler (Maler) (1913–2011), deutscher Maler
- Josef Kugler (Radsportler) (* 1984), österreichischer Radrennfahrer
- Karl Kugler (1803–1881), deutscher Lehrer und Heimatforscher
- Lena Kugler (* 1974), deutsche Literatur- und Kulturwissenschaftlerin
- Lieselotte Kugler (1950–2022), deutsche Kunsthistorikerin und Museumsleiterin
- Lilith Kugler (* 1991), deutsche Filmemacherin
- Louise Kugler (auch Luise Kugler; 1811–1884), deutsche Malerin
- Martin Kugler (1630–1682), Steinmetzmeister und Bildhauer
- Norbert Kugler (1906–1982), deutscher Résistance-Kämpfer
- Olivier Kugler (* 1970), deutscher Comiczeichner und Illustrator
- Paul Kugler (1889–1976), deutscher Fußballspieler
- Paul Franz Kugler (1836–1875), österreichischer Bildhauer
- Peter Kugler (* 1948), deutscher Anatom und Hochschullehrer
- Sándor Kugler (1879–1964), ungarischer Schwimmer
- Sascha Kugler (* 1965), deutscher Managementtheoretiker
- Thomas Kugler (* 1998), deutscher American-Football-Spieler
- Ursula Kugler (1939–2023), deutsche Politikerin (SPD)
- Victor Kugler (1900–1981), niederländisch-kanadischer Helfer von Anne Frank
- Walter Kugler (* 1948), deutscher Erziehungs- und Politikwissenschaftler und Hochschullehrer
- Werner Kugler (Politiker) (1910–1973), deutscher Jurist und Politiker (CDU), Bürgermeister von Schleswig
- Werner Kugler (Fossiliensammler) (1942–2018), deutscher Fossiliensammler
- Werner Kugler (Graveur), österreichischer Münzdesigner und -graveur
- Xaver Kugler (1922–2005), deutscher Journalist